# Carneiro Portela
Antonio Carneiro Portela, (Coreaú, Ceará, 15 de julho de 1950), mais conhecido como Carneiro Portela, é um radialista, apresentador de televisão, pesquisador e poeta brasileiro.

## Biografia
Carneiro Portela é advogado, sendo ainda graduado em Letras pela Universidade Estadual do Ceará, com ênfase em Literatura e Língua Portuguesa.
Começou sua carreira no fim dos anos 70 na Rádio Assunção AM onde apresentava o programa "Forrozão da Assunção" e TV Ceará apresentando (ao vivo) o programa Ceará Caboclo, posteriormente, foi para a Rádio Verdes Mares AM saindo mais tarde da TV Ceará e ingressando na TV Diário (também pertencente ao Grupo Edson Queiroz) com o programa (gravado) “Nordeste Caboclo”, programa característico por apresentar trabalhos de artistas de origem nordestina, como poesia sertaneja, cantoria de viola e música cabocla, dando ênfase à essência da cultura popular  nordestina.
Paralelo aos seus programas na TV e no rádio, Carneiro Portela escreveu mais de 30 livros de poesia. É membro fundador da Associação dos Escritores Profissionais do Estado do Ceará, da UBT (União Brasileira dos Trovadores) e sócio efetivo da ACI (Associação Cearense de Imprensa) e da ACEJI (Associação Cearense de Jornalistas do Interior).
Em 1969, fundou o Clube dos Poetas Cearenses – agremiação de jovens que se reuniam aos sábados. Foi ali que diversos jovens – com talento para as letras – iniciaram, e hoje figuram na lista dos principais autores da literatura cearense. Dentre os jovens idealistas que frequentavam a Casa, destacam-se – Carneiro Portela, Márcio Catunda, Vicente Freitas, Guaracy Rodrigues, Mário Gomes, Stênio Freitas, Ivonildo Oliveira, Aluísio Gurgel do Amaral Júnior, Costa Senna, entre outros. A escritora Nenzinha Galeno, neta do ilustre poeta Juvenal Galeno, era uma das maiores incentivadores desse movimento sociocultural.
Atualmente, Carneiro Portela, trabalha na TV Diário e Rádio Verdes Mares AM. Em ambas as emissoras, apresenta o programa “Nordeste Caboclo”.